# Franciscanas de la Inmaculada Concepción de Lipari
El Instituto de Hermanas Franciscanas de la Inmaculada Concepción de Lipari (oficialmente en italiano: Istituto Suore Francescane dell'Inmacolata Concezione di Lipari) es una congregación religiosa católica femenina de derecho pontificio, fundada por la religiosa italiana Florenzia Profilio en Lipari, el 1 de noviembre de 1905. A las religiosas de este instituto se les conoce como Franciscanas de la Inmaculada Concepción de Lipari o simplemente como Franciscanas de Lipari.

## Historia
Florencia Profilio había emigrado a los Estados Unidos con su familia, luego de la muerte de su padre. Allí decidió ingresar a la Congregación de las Hermanas Franciscanas de Allegany y el 22 de julio de 1900, hizo su profesión religiosa. Poco tiempo después, en contacto con el obispo de ciudad natal Lipari, Francesco Maria Raiti, decidió regresar a Italia, y con la aprobación del mismo, se separó de la congregación y fundó el Instituto de las Hermanas Franciscanas de la Inmaculada Concepción de Lipari, el 1 de noviembre de 1905, con el fin de atender a los niños abandonados.
El 25 de abril de 1949, la congregación recibió el pontificio decreto de alabanza, por medio del cual se convirtió en una congregación religiosa de derecho pontificio, estando aún con vida la fundadora. Profilio murió el 21 de febrero de 1956. Las franciscanas de Lipari recibieron la aprobación definitiva de la Santa Sede el 7 de marzo de 1958.

## Organización
Las Franciscanas de la Inmaculada Concepción de Lipari se dedican a la educación e instrucción cristiana de la infancia y de la juventud, por medio de los centros educativos y de la catequesis.
El instituto es centralizado y su gobierno lo ejerce la superiora general. Actualmente este cargo lo ocupa la religiosa itlaiana Maria Liliana Pagano (desde el 10 de julio de 1914). La casa general se encuentra en Roma.
En 2015, la congregación contaba con unas 78 religiosas y 26 conventos, presentes en Italia, Brasil y Perú.